# Herb gminy Szczytniki
Herb gminy Szczytniki – symbol gminy Szczytniki, ustanowiony 15 czerwca 1998.

## Wygląd i symbolika
Herb przedstawia na tarczy dzielonej w rosochę w polu górnym złotym czarną głowę żubra przebitą mieczem (godło z herbu Pomian rodu Łubieńskich), w polu lewym czerwonym srebrną różę pięciopłatkową (nawiązanie do Gruszczyńskich herbu Poraj), natomiast w polu prawym czerwonym srebrną wieżę. Herb łączy w sobie elementy nawiązujące do trzech miejscowości gminy, odpowiednio: siedziby (Szczytniki) oraz dawnych miast (Staw i Iwanowice). 